# Karharodontosaur
Karharodontosauri (Carcharodontosaurus), prapovijesni dinosauri mesožderi. Ime im znači gušter oštrih zuba.
S težinom od 6 do 15 tona i dužinom glave od 1,6 metara, ova životinja je mogla biti veća od tiranosaura. Procjenjena maksimalna dužina iznosi 13,5 m. Zubi su mu bili 20 cm dugi. Ipak, smatra se da, iako je karharodontosaur mogao biti teži od tiranosaura, imao je dvostruko manji mozak.
Osim ostatka tijela i rep mu je bio masivan i imao je teške kosti. Prednje noge su mu bile kratke, imale su po tri prsta i jake kandže. Prema odlikama vrlo je sličan gigantosauru, pa postoje indikacije da se radi o istoj životinji.
Živio je na području sjeverne Afrike kao lovac, a možda i kao strvinar.

## Nalazišta fosila
Prvi fosilni nalazi otkriveni su u Africi 1920. godine. Tada su europski paleontolozi otkrili dijelove lubanje i manji broj kostiju. Smješteni su u muzej u južnoj Njemačkoj, ali je ta zgrada oštećena 1944. godine prilikom savezničkog bombardiranja, te su fosili tada bili uništeni. Tim s čikaškog sveučilišta je 1996. godine na planini Atlas u Maroku na jednom grebenu pronašao lubanju još veću od one koja je uništena tijekom Drugog svjetskog rata.

## Vrste
- †Carcharodontosaurus iguidensis Brusatte and Sereno 2007
- †Carcharodontosaurus saharicus Depéret and Savornin 1925; tipična vrsta[1]